# Botijo de rosca

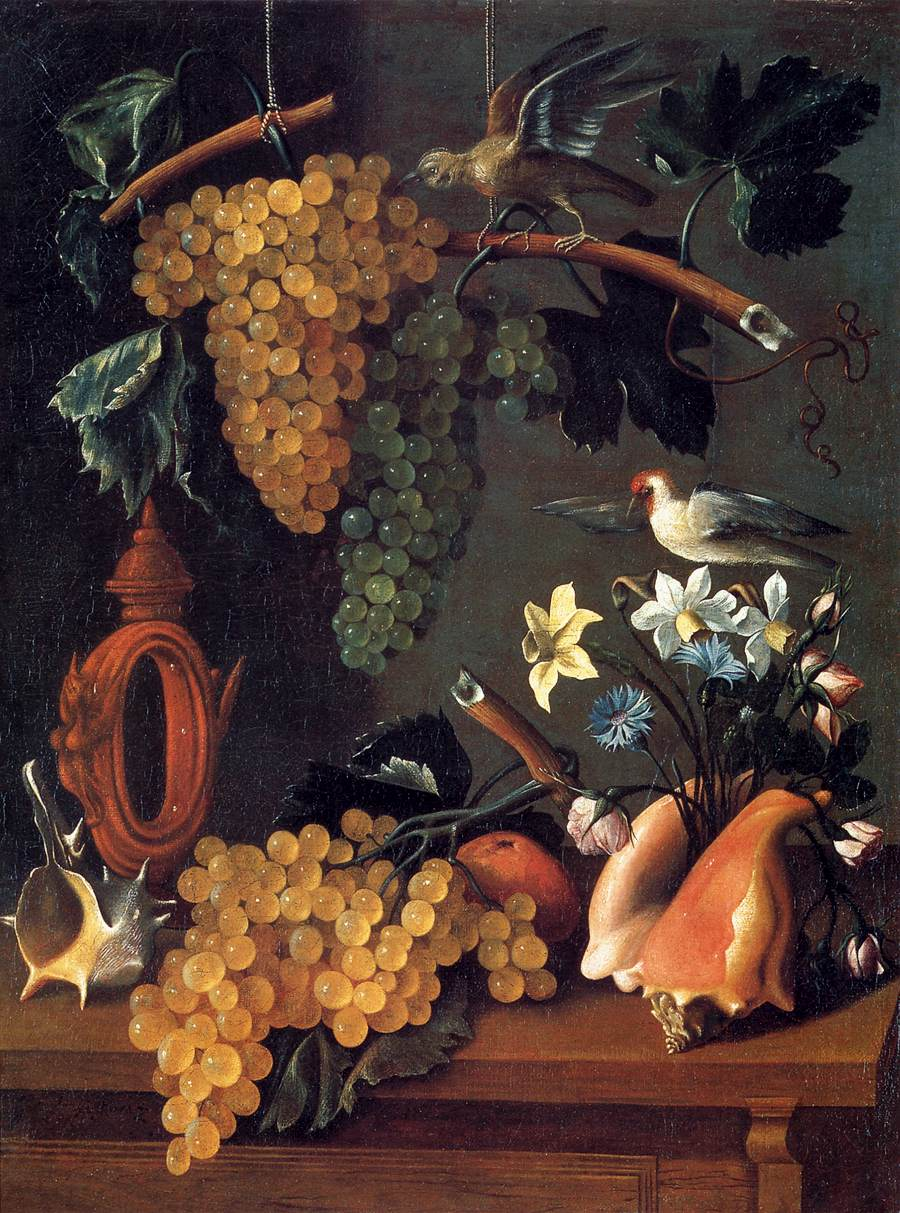
Un botijo de rosca, probablemente salmantino, en un bodegón de Juan de Espinosa, hacia 1620. Museo del Louvre.

Botijo de rosca, de aro, de timón, de rueda, o trenza de rosca, es un modelo de botijo circular, levantado sobre un modesto pie o base plana, provisto de pitorro y boca de llenado en la parte alta de la estructura, a ambos lados de un asa redonda, que corona la circunferencia en orientación perpendicular u horizontal. Es una pieza tradicional presente en los alfares de toda la península ibérica y con cierta tradición conservada en los alfares gallegos de Buño, Niñodaguía y Bonxe.

## Tipología y localización
El botijo de rosca, de timón o «botixo de roda», está basado en un cuerpo hueco y circular, similar a una rueda de bicicleta, que puede complicarse con otras circunferencias más pequeñas y unidas por ejes, todo ello hueco y comunicado para que pase el líquido. En su origen se colocaba en el centro del círculo una custodia, que luego se convertiría en un gallo, una oveja, etc. Es una de las formas tradicionales de piezas ornamentales de posible origen religioso o mágico, que se han recuperado para el comercio de la cerámica decorativa.

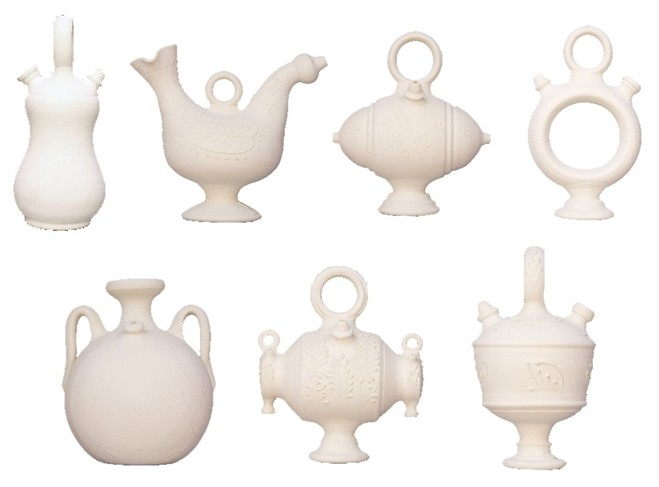
El botijo de rosca -arriba, a la derecha-, en un catálogo de formas recogidas por la producción botijera de Agost.

Los más conocidos quizá se fabrican en la provincia gallega de Orense, en centros alfareros de larga tradición e importante producción como Buño y Niñodaguía, e imitados luego por emporios de la cerámica como Sargadelos.
 Pero también se han documentado y en algunos casos se ha recuperado la elaboración en diversos focos alfareros de la España septentrional, como los elaborados en Asturias, representantes de la cerámica negra de Llamas del Mouro y Miranda.«Cerámica negra de Llamas del Mouro». artesaniadeasturias.com. Consultado el 8 de octubre de 2017.
La morfología de rosca, rueda o rollo, se repite en importantes focos alfareros como Agost en Alicante, y la Guía de los alfares de España da documentación gráfica de su fabricación en Hinojosa del Duque (Córdoba), Verdú (Lérida), Bonxe (Lugo), Miravet (Tarragona) o Toledo. También se han producido en Astudillo, llamados en esa localidad palentina los “babosillos”, como comenta Natacha Seseña.